# Humidex

Gráfico de los valores de humidex en función de la temperatura y la humedad relativa

El humidex (abreviatura del índice de humedad) es un número de índice utilizado por los meteorólogos canadienses para describir qué tan caluroso es el clima para la persona promedio, combinando el efecto del calor y la humedad. El término humidex es una innovación canadiense acuñada en 1965. El humidex es una cantidad adimensional basada en el punto de rocío.
Gama de humidex: Escala de confort:
- 20 a 29: poco o nada de incomodidad
- 30 a 39: algunas molestias
- 40 a 45: Gran incomodidad; evitar el esfuerzo
- Por encima de 45: Peligroso; golpe de calor bastante posible

## Historia
La fórmula actual para determinar el humidex fue desarrollada por J. M. Masterton y F. A. Richardson del Servicio de Ambiente Atmosférico de Canadá en 1979. Humidex difiere del índice de calor utilizado en los Estados Unidos en que se deriva del punto de rocío en lugar de la humedad relativa.
Durante mucho tiempo, el récord de humidex en Canadá fue establecido por Windsor, Ontario, que llegó a 52.1 el 20 de junio de 1953, según informó Environment Canada.
Este valor fue superado el 25 de julio de 2007 cuando Carman, Manitoba, llegó a 53.

## La fórmula de cálculo de humidex
Cuando la temperatura es de 30 °C (86 °F) y el punto de rocío es de 15 °C (59 °F), el humidex es 34. Si la temperatura sigue siendo de 30 °C y el punto de rocío aumenta a 25 °C (77 °F), el humidex se eleva a 42. El humidex es más alto que el índice de calor de EE. UU. A la misma temperatura y humedad relativa.
La fórmula de humidex es la siguiente:
{\displaystyle H=T_{\text{air}}+0.5555\left[6.11e^{5417.7530\left({\frac {1}{273.16}}-{\frac {1}{273.15+T_{\text{dew}}}}\right)}-10\right]}
donde
- H  Humidex
- Tair temperatura del aire en °C
- Tdew es el punto de rocío en °C

5417.7530 es una constante redondeada basada en el peso molecular del agua, el calor latente de evaporación y la constante universal de los gases. El ajuste de la humedad equivale aproximadamente a un grado de Fahrenheit por cada milibar por el cual la presión parcial del agua en la atmósfera supera los 10 milibares (10 hPa).

### Tabla
|                     |    | Temperatura (°C, para un rango de 15 - 43 °C) | Temperatura (°C, para un rango de 15 - 43 °C) | Temperatura (°C, para un rango de 15 - 43 °C) | Temperatura (°C, para un rango de 15 - 43 °C) | Temperatura (°C, para un rango de 15 - 43 °C) | Temperatura (°C, para un rango de 15 - 43 °C) | Temperatura (°C, para un rango de 15 - 43 °C) | Temperatura (°C, para un rango de 15 - 43 °C) | Temperatura (°C, para un rango de 15 - 43 °C) | Temperatura (°C, para un rango de 15 - 43 °C) | Temperatura (°C, para un rango de 15 - 43 °C) | Temperatura (°C, para un rango de 15 - 43 °C) | Temperatura (°C, para un rango de 15 - 43 °C) | Temperatura (°C, para un rango de 15 - 43 °C) | Temperatura (°C, para un rango de 15 - 43 °C) | Temperatura (°C, para un rango de 15 - 43 °C) | Temperatura (°C, para un rango de 15 - 43 °C) | Temperatura (°C, para un rango de 15 - 43 °C) | Temperatura (°C, para un rango de 15 - 43 °C) | Temperatura (°C, para un rango de 15 - 43 °C) | Temperatura (°C, para un rango de 15 - 43 °C) | Temperatura (°C, para un rango de 15 - 43 °C) | Temperatura (°C, para un rango de 15 - 43 °C) | Temperatura (°C, para un rango de 15 - 43 °C) | Temperatura (°C, para un rango de 15 - 43 °C) | Temperatura (°C, para un rango de 15 - 43 °C) | Temperatura (°C, para un rango de 15 - 43 °C) | Temperatura (°C, para un rango de 15 - 43 °C) | Temperatura (°C, para un rango de 15 - 43 °C) |
| 15                  | 16 | 17                                            | 18                                            | 19                                            | 20                                            | 21                                            | 22                                            | 23                                            | 24                                            | 25                                            | 26                                            | 27                                            | 28                                            | 29                                            | 30                                            | 31                                            | 32                                            | 33                                            | 34                                            | 35                                            | 36                                            | 37                                            | 38                                            | 39                                            | 40                                            | 41                                            | 42                                            | 43                                            |                                               |                                               |
| Punto de rocío (°C) |    |                                               |                                               |                                               |                                               |                                               |                                               |                                               |                                               |                                               |                                               |                                               |                                               |                                               |                                               |                                               |                                               |                                               |                                               |                                               |                                               |                                               |                                               |                                               |                                               |                                               |                                               |                                               |                                               |                                               |
| ------------------- | -- | --------------------------------------------- | --------------------------------------------- | --------------------------------------------- | --------------------------------------------- | --------------------------------------------- | --------------------------------------------- | --------------------------------------------- | --------------------------------------------- | --------------------------------------------- | --------------------------------------------- | --------------------------------------------- | --------------------------------------------- | --------------------------------------------- | --------------------------------------------- | --------------------------------------------- | --------------------------------------------- | --------------------------------------------- | --------------------------------------------- | --------------------------------------------- | --------------------------------------------- | --------------------------------------------- | --------------------------------------------- | --------------------------------------------- | --------------------------------------------- | --------------------------------------------- | --------------------------------------------- | --------------------------------------------- | --------------------------------------------- | --------------------------------------------- |
| Punto de rocío (°C) | 10 | 16                                            | 17                                            | 18                                            | 19                                            | 20                                            | 21                                            | 22                                            | 23                                            | 24                                            | 25                                            | 26                                            | 27                                            | 28                                            | 29                                            | 30                                            | 31                                            | 32                                            | 33                                            | 34                                            | 35                                            | 36                                            | 37                                            | 38                                            | 39                                            | 40                                            | 41                                            | 42                                            | 43                                            | 44                                            |
| Punto de rocío (°C) | 11 | 17                                            | 18                                            | 19                                            | 20                                            | 21                                            | 22                                            | 23                                            | 24                                            | 25                                            | 26                                            | 27                                            | 28                                            | 29                                            | 30                                            | 31                                            | 32                                            | 33                                            | 34                                            | 35                                            | 36                                            | 37                                            | 38                                            | 39                                            | 40                                            | 41                                            | 42                                            | 43                                            | 44                                            | 45                                            |
| Punto de rocío (°C) | 12 | 17                                            | 18                                            | 19                                            | 20                                            | 21                                            | 22                                            | 23                                            | 24                                            | 25                                            | 26                                            | 27                                            | 28                                            | 29                                            | 30                                            | 31                                            | 32                                            | 33                                            | 34                                            | 35                                            | 36                                            | 37                                            | 38                                            | 39                                            | 40                                            | 41                                            | 42                                            | 43                                            | 44                                            | 45                                            |
| Punto de rocío (°C) | 13 | 18                                            | 19                                            | 20                                            | 21                                            | 22                                            | 23                                            | 24                                            | 25                                            | 26                                            | 27                                            | 28                                            | 29                                            | 30                                            | 31                                            | 32                                            | 33                                            | 34                                            | 35                                            | 36                                            | 37                                            | 38                                            | 39                                            | 40                                            | 41                                            | 42                                            | 43                                            | 44                                            | 45                                            | 46                                            |
| Punto de rocío (°C) | 14 | 18                                            | 19                                            | 20                                            | 21                                            | 22                                            | 23                                            | 24                                            | 25                                            | 26                                            | 27                                            | 28                                            | 29                                            | 30                                            | 31                                            | 32                                            | 33                                            | 34                                            | 35                                            | 36                                            | 37                                            | 38                                            | 39                                            | 40                                            | 41                                            | 42                                            | 43                                            | 44                                            | 45                                            | 46                                            |
| Punto de rocío (°C) | 15 | 19                                            | 20                                            | 21                                            | 22                                            | 23                                            | 24                                            | 25                                            | 26                                            | 27                                            | 28                                            | 29                                            | 30                                            | 31                                            | 32                                            | 33                                            | 34                                            | 35                                            | 36                                            | 37                                            | 38                                            | 39                                            | 40                                            | 41                                            | 42                                            | 43                                            | 44                                            | 45                                            | 46                                            | 47                                            |
| Punto de rocío (°C) | 16 | –                                             | 21                                            | 22                                            | 23                                            | 24                                            | 25                                            | 26                                            | 27                                            | 28                                            | 29                                            | 30                                            | 31                                            | 32                                            | 33                                            | 34                                            | 35                                            | 36                                            | 37                                            | 38                                            | 39                                            | 40                                            | 41                                            | 42                                            | 43                                            | 44                                            | 45                                            | 46                                            | 47                                            | 48                                            |
| Punto de rocío (°C) | 17 | –                                             | –                                             | 22                                            | 23                                            | 24                                            | 25                                            | 26                                            | 27                                            | 28                                            | 29                                            | 30                                            | 31                                            | 32                                            | 33                                            | 34                                            | 35                                            | 36                                            | 37                                            | 38                                            | 39                                            | 40                                            | 41                                            | 42                                            | 43                                            | 44                                            | 45                                            | 46                                            | 47                                            | 48                                            |
| Punto de rocío (°C) | 18 | –                                             | –                                             | –                                             | 24                                            | 25                                            | 26                                            | 27                                            | 28                                            | 29                                            | 30                                            | 31                                            | 32                                            | 33                                            | 34                                            | 35                                            | 36                                            | 37                                            | 38                                            | 39                                            | 40                                            | 41                                            | 42                                            | 43                                            | 44                                            | 45                                            | 46                                            | 47                                            | 48                                            | 49                                            |
| Punto de rocío (°C) | 19 | –                                             | –                                             | –                                             | –                                             | 26                                            | 27                                            | 28                                            | 29                                            | 30                                            | 31                                            | 32                                            | 33                                            | 34                                            | 35                                            | 36                                            | 37                                            | 38                                            | 39                                            | 40                                            | 41                                            | 42                                            | 43                                            | 44                                            | 45                                            | 46                                            | 47                                            | 48                                            | 49                                            | 50                                            |
| Punto de rocío (°C) | 20 | –                                             | –                                             | –                                             | –                                             | –                                             | 28                                            | 29                                            | 30                                            | 31                                            | 32                                            | 33                                            | 34                                            | 35                                            | 36                                            | 37                                            | 38                                            | 39                                            | 40                                            | 41                                            | 42                                            | 43                                            | 44                                            | 45                                            | 46                                            | 47                                            | 48                                            | 49                                            | 50                                            | 51                                            |
| Punto de rocío (°C) | 21 | –                                             | –                                             | –                                             | –                                             | –                                             | –                                             | 29                                            | 30                                            | 31                                            | 32                                            | 33                                            | 34                                            | 35                                            | 36                                            | 37                                            | 38                                            | 39                                            | 40                                            | 41                                            | 42                                            | 43                                            | 44                                            | 45                                            | 46                                            | 47                                            | 48                                            | 49                                            | 50                                            | 51                                            |
| Punto de rocío (°C) | 22 | –                                             | –                                             | –                                             | –                                             | –                                             | –                                             | –                                             | 31                                            | 32                                            | 33                                            | 34                                            | 35                                            | 36                                            | 37                                            | 38                                            | 39                                            | 40                                            | 41                                            | 42                                            | 43                                            | 44                                            | 45                                            | 46                                            | 47                                            | 48                                            | 49                                            | 50                                            | 51                                            | 52                                            |
| Punto de rocío (°C) | 23 | –                                             | –                                             | –                                             | –                                             | –                                             | –                                             | –                                             | –                                             | 33                                            | 34                                            | 35                                            | 36                                            | 37                                            | 38                                            | 39                                            | 40                                            | 41                                            | 42                                            | 43                                            | 44                                            | 45                                            | 46                                            | 47                                            | 48                                            | 49                                            | 50                                            | 51                                            | 52                                            | 53                                            |
| Punto de rocío (°C) | 24 | –                                             | –                                             | –                                             | –                                             | –                                             | –                                             | –                                             | –                                             | –                                             | 35                                            | 36                                            | 37                                            | 38                                            | 39                                            | 40                                            | 41                                            | 42                                            | 43                                            | 44                                            | 45                                            | 46                                            | 47                                            | 48                                            | 49                                            | 50                                            | 51                                            | 52                                            | 53                                            | 54                                            |
| Punto de rocío (°C) | 25 | –                                             | –                                             | –                                             | –                                             | –                                             | –                                             | –                                             | –                                             | –                                             | –                                             | 37                                            | 38                                            | 39                                            | 40                                            | 41                                            | 42                                            | 43                                            | 44                                            | 45                                            | 46                                            | 47                                            | 48                                            | 49                                            | 50                                            | 51                                            | 52                                            | 53                                            | 54                                            | 55                                            |
| Punto de rocío (°C) | 26 | –                                             | –                                             | –                                             | –                                             | –                                             | –                                             | –                                             | –                                             | –                                             | –                                             | –                                             | 39                                            | 40                                            | 41                                            | 42                                            | 43                                            | 44                                            | 45                                            | 46                                            | 47                                            | 48                                            | 49                                            | 50                                            | 51                                            | 52                                            | 53                                            | 54                                            | 55                                            | 56                                            |
| Punto de rocío (°C) | 27 | –                                             | –                                             | –                                             | –                                             | –                                             | –                                             | –                                             | –                                             | –                                             | –                                             | –                                             | –                                             | 42                                            | 43                                            | 44                                            | 45                                            | 46                                            | 47                                            | 48                                            | 49                                            | 50                                            | 51                                            | 52                                            | 53                                            | 54                                            | 55                                            | 56                                            | 57                                            | 58                                            |
| Punto de rocío (°C) | 28 | –                                             | –                                             | –                                             | –                                             | –                                             | –                                             | –                                             | –                                             | –                                             | –                                             | –                                             | –                                             | –                                             | 44                                            | 45                                            | 46                                            | 47                                            | 48                                            | 49                                            | 50                                            | 51                                            | 52                                            | 53                                            | 54                                            | 55                                            | 56                                            | 57                                            | 58                                            | 59                                            |